# Súperliga Femenina de Ecuador 2023
La Súperliga Ecuatoriana de Fútbol Femenino 2023, llamada oficialmente Súperliga Ecuatoriana de Fútbol Femenino Dorado Bet 2023, denominada también como Súperliga Femenina Dorado Bet 2023 por motivos de patrocinio, fue la quinta edición de la Súperliga Femenina, el cual fue el campeonato de primera división del fútbol femenino ecuatoriano. El torneo fue organizado por la Federación Ecuatoriana de Fútbol.

## Sistema de competición
El campeonato estuvo conformado por dos etapas:
En la primera etapa, los 14 equipos participantes fueron divididos en 2 grupos de 7 equipos cada uno de acuerdo al sorteo realizado por la FEF, jugando bajo el sistema de todos contra todos en partidos de ida y vuelta. Los 4 mejores ubicados de cada grupo clasificaron a la segunda etapa.
En la segunda etapa, los 8 equipos clasificados de la etapa anterior fueron emparejados en 2 cuadrangulares, jugando bajo el sistema de todos contra todos en partidos de ida y vuelta, los primeros de cada uno jugaron la final bajo el sistema de eliminación directa en partidos de ida y vuelta, decidiendo de esta manera al campeón del torneo.
El mejor ubicado en los cuadrangulares jugó de local el partido de vuelta en la final.

### Clasificación a torneos internacionales
El campeón clasificó a la Copa Libertadores Femenina 2023 como Ecuador 1.

### Sistema de descenso
Los 2 peores ubicados en la tabla general de la primera etapa descendieron al Ascenso Nacional Femenino de 2024.

## Relevo anual de clubes
| Pos. | Ascendidos a la Superliga |
| ---- | ------------------------- |
| 1.ª  | Patria                    |
| 2.ª  | Ñusta                     |

| Pos. | Descendidos al Ascenso Nacional Femenino |
| ---- | ---------------------------------------- |
| 13.ª | Emelec                                   |
| 14.ª | Técnico Universitario                    |
| 15.ª | Guayaquil City                           |
| 16.ª | Deportivo Cuenca                         |

## Equipos participantes

### Información de los equipos
| Nombre del club         | Ciudad                                                     | Entrenador                 | Estadio                                                            | Capacidad           | Marca           | Patrocinador                                    |
| ----------------------- | ---------------------------------------------------------- | -------------------------- | ------------------------------------------------------------------ | ------------------- | --------------- | ----------------------------------------------- |
| Barcelona               | Guayaquil                                                  | Wendy Villón               | Ver listaComplejo Canchas del Astillero Monumental Banco Pichincha | Ver listaTBD 59 283 | Marathon Sports | Cerveza Pilsener                                |
| Carneras                | Cuenca                                                     | Diego Solís                | Valeriano Gavinelli UPS                                            | 1000                | Marathon Sports | Universidad Politécnica Salesiana               |
| Ñusta                   | Cuenca                                                     | Franklin Patricio Espinoza | Alejandro Serrano Aguilar Banco del Austro                         | 18 549              | Jasa Evolution  | Sin Patrocinador                                |
| Deportivo Ibarra        | [[Archivo:\|15px\|border\|Bandera de Ibarra]] Ibarra       | Mauricio Bolaños           | Olímpico de Ibarra                                                 | 17 300              | Marathon Sports | Saitel.ec                                       |
| El Nacional             | Quito                                                      | Diego Torres               | Complejo BGR El Sauce                                              | 300                 | Lotto           | Ver lista ANDEC Banco General Rumiñahui         |
| Patria                  | Guayaquil                                                  | Anthony Vélez              | Samborondón Arena                                                  | 1000                | Dimasa Sport    | GAD Municipal de Samborondón                    |
| Espuce                  | Quito                                                      | Boris Tipán                | Nayón                                                              | TBD                 | Jasa Evolution  | Costacomtv                                      |
| Independiente del Valle | [[Archivo:\|15px\|border\|Bandera de Sangolquí]] Sangolquí | Francisco Ramírez          | Banco Guayaquil                                                    | 12 000              | Marathon Sports | Chubb Seguros                                   |
| Liga de Quito           | Quito                                                      | Jenny Herrera              | Rodrigo Paz Delgado                                                | 41 575              | Puma            | Ver lista Banco Pichincha Chubb Seguros         |
| Macará                  | Ambato                                                     | María Elisa Mera           | Complejo Deportivo La Providencia                                  | 100                 | Boman           | Ganaplay                                        |
| Ñañas                   | Quito                                                      | César Zambrano             | General Rumiñahui                                                  | 7500                | Jasa Evolution  | Dorado Bet                                      |
| Quito                   | Quito                                                      | Wladimir López             | Ver listaSan Pedro de Taboada General Rumiñahui                    | Ver listaTBD 7500   | Jasa Evolution  | Sin Patrocinador                                |
| Leones del Norte        | [[Archivo:\|15px\|border\|Bandera de Ibarra]] Ibarra       | Anderson Torres            | Liga Deportiva Cantonal de Otavalo                                 | 3000                | Marathon Sports | Ver lista Eco Water Distribuidora Ronald Castro |
| Universidad Católica    | Quito                                                      | Ana Rueda                  | La Armenia                                                         | 2000                | Umbro           | Banco Pichincha                                 |

### Localización
| Ubicación de localía de los equipos |
| --- |
| Deportivo Ibarra Leones del Norte El Nacional Espuce Liga de Quito Ñañas Quito Universidad Católica Barcelona Patria Macará Carneras Ñusta Independiente del Valle |

| Equipos por provincias | Equipos por provincias | Equipos por provincias                                                                          |
| Provincias             | N.º                    | Equipos                                                                                         |
| ---------------------- | ---------------------- | ----------------------------------------------------------------------------------------------- |
| Pichincha              | 7                      | El Nacional, Espuce, Independiente del Valle, Liga de Quito, Ñañas, Quito, Universidad Católica |
| Guayas                 | 2                      | Barcelona, Patria                                                                               |
| Azuay                  | 2                      | Ñusta, Carneras                                                                                 |
| Imbabura               | 2                      | Leones del Norte, Deportivo Ibarra                                                              |
| Tungurahua             | 1                      | Macará                                                                                          |

## Cambio de entrenadores
| Equipo | Pos. | Entrenador saliente | Último partido | Fecha | Entrenador sucesor | Fecha debut | Ref.  |
| ------ | ---- | ------------------- | -------------- | ----- | ------------------ | ----------- | ----- |
| Ñañas  | 1    | Germán Morales      | Fecha Libre    | 1.º   | César Zambrano     | 2.º         | [ 6 ] |

## Primera etapa

### Grupo A

#### Clasificación
| Pos. | Equipo               | Pts. | PJ | G | E | P | GF | GC | Dif. |  |
| ---- | -------------------- | ---- | -- | - | - | - | -- | -- | ---- |  |
| 1    | Barcelona            | 29   | 12 | 9 | 2 | 1 | 45 | 5  | +40  |  |
| 2    | Leones del Norte     | 27   | 12 | 9 | 0 | 3 | 19 | 12 | +7   |  |
| 3    | Universidad Católica | 16   | 12 | 4 | 4 | 4 | 17 | 21 | −4   |  |
| 4    | Ñañas                | 14   | 12 | 4 | 2 | 6 | 12 | 15 | −3   |  |
| 5    | El Nacional          | 13   | 12 | 3 | 4 | 5 | 8  | 15 | −7   |  |
| 6    | Ñusta                | 10   | 12 | 3 | 1 | 8 | 6  | 22 | −16  |  |
| 7    | Quito                | 9    | 12 | 2 | 3 | 7 | 10 | 27 | −17  |  |

 Fuente: FEF
Criterios de clasificación: 1) Puntos; 2) Diferencia de goles; 3) Goles marcados; 4) Goles de visitante; 5) Fair Play; 6) Sorteo Público
|  | Clasificados a la Segunda etapa. |

#### Resultados
| Fecha 1          | Fecha 1   | Fecha 1              | Fecha 1                            | Fecha 1     | Fecha 1 |
| Local            | Resultado | Visitante            | Estadio                            | Fecha       | Hora    |
| ---------------- | --------- | -------------------- | ---------------------------------- | ----------- | ------- |
| Barcelona        | 3 – 0     | El Nacional          | Complejo Sigifredo Chuchuca        | 21 de abril | 15:00   |
| Leones del Norte | 1 – 2     | Universidad Católica | Liga Deportiva Cantonal de Otavalo | 23 de abril | 10:00   |
| Ñusta            | 0 – 2     | Quito                | Alejandro Serrano Aguilar          | 23 de abril | 11:00   |
| Libre: Ñañas     |           |                      |                                    |             |         |

| Fecha 2                     | Fecha 2   | Fecha 2          | Fecha 2               | Fecha 2     | Fecha 2 |
| Local                       | Resultado | Visitante        | Estadio               | Fecha       | Hora    |
| --------------------------- | --------- | ---------------- | --------------------- | ----------- | ------- |
| El Nacional                 | 0 – 1     | Leones del Norte | Complejo El Sauce     | 29 de abril | 11:00   |
| Ñañas                       | 1 – 2     | Ñusta            | Fedeligas             | 30 de abril | 11:00   |
| Quito                       | 1 – 2     | Barcelona        | Complejo Ney Mancheno | 30 de abril | 12:00   |
| Libre: Universidad Católica |           |                  |                       |             |         |

| Fecha 3              | Fecha 3   | Fecha 3     | Fecha 3                            | Fecha 3   | Fecha 3 |
| Local                | Resultado | Visitante   | Estadio                            | Fecha     | Hora    |
| -------------------- | --------- | ----------- | ---------------------------------- | --------- | ------- |
| Universidad Católica | 0 – 1     | El Nacional | La Armenia                         | 5 de mayo | 10:00   |
| Leones del Norte     | 2 – 1     | Quito       | Liga Deportiva Cantonal de Otavalo | 6 de mayo | 10:00   |
| Barcelona            | 0 – 0     | Ñañas       | Complejo Canchas del Astillero     | 6 de mayo | 11:00   |
| Libre: Ñusta         |           |             |                                    |           |         |

| Fecha 4            | Fecha 4   | Fecha 4              | Fecha 4                   | Fecha 4    | Fecha 4 |
| Local              | Resultado | Visitante            | Estadio                   | Fecha      | Hora    |
| ------------------ | --------- | -------------------- | ------------------------- | ---------- | ------- |
| Ñañas              | 1 – 3     | Leones del Norte     | Fedeligas                 | 13 de mayo | 10:00   |
| Quito              | 1 – 1     | Universidad Católica | Complejo Ney Mancheno     | 13 de mayo | 11:30   |
| Ñusta              | 0 – 4     | Barcelona            | Alejandro Serrano Aguilar | 13 de mayo | 14:00   |
| Libre: El Nacional |           |                      |                           |            |         |

| Fecha 5              | Fecha 5   | Fecha 5   | Fecha 5                      | Fecha 5    | Fecha 5 |
| Local                | Resultado | Visitante | Estadio                      | Fecha      | Hora    |
| -------------------- | --------- | --------- | ---------------------------- | ---------- | ------- |
| Leones del Norte     | 1 – 0     | Ñusta     | Estadio Municipal de Otavalo | 17 de mayo | 10:00   |
| Universidad Católica | 1 – 0     | Ñañas     | Complejo La Armenia          | 17 de mayo | 10:30   |
| El Nacional          | 1 – 1     | Quito     | Complejo Tumbaco             | 17 de mayo | 14:00   |
| Libre: Barcelona     |           |           |                              |            |         |

| Fecha 6      | Fecha 6   | Fecha 6              | Fecha 6                    | Fecha 6    | Fecha 6 |
| Local        | Resultado | Visitante            | Estadio                    | Fecha      | Hora    |
| ------------ | --------- | -------------------- | -------------------------- | ---------- | ------- |
| Barcelona    | 3 – 0     | Leones del Norte     | Monumental Banco Pichincha | 21 de mayo | 15:30   |
| Ñusta        | 0 – 2     | Universidad Católica | Alejandro Serrano Aguilar  | 21 de mayo | 12:00   |
| Ñañas        | 2 – 1     | El Nacional          | Estadio Fedeligas          | 21 de mayo | 11:00   |
| Libre: Quito |           |                      |                            |            |         |

| Fecha 7                 | Fecha 7   | Fecha 7   | Fecha 7                  | Fecha 7    | Fecha 7 |
| Local                   | Resultado | Visitante | Estadio                  | Fecha      | Hora    |
| ----------------------- | --------- | --------- | ------------------------ | ---------- | ------- |
| Quito                   | 0 – 2     | Ñañas     | Complejo Ney Mancheno V. | 26 de mayo | 15:30   |
| El Nacional             | 1 – 0     | Ñusta     | Complejo Tumbaco         | 27 de mayo | 14:00   |
| Universidad Católica    | 2 – 2     | Barcelona | Complejo La Armenia      | 27 de mayo | 13:00   |
| Libre: Leones del Norte |           |           |                          |            |         |

| Fecha 8              | Fecha 8   | Fecha 8          | Fecha 8                  | Fecha 8    | Fecha 8 |
| Local                | Resultado | Visitante        | Estadio                  | Fecha      | Hora    |
| -------------------- | --------- | ---------------- | ------------------------ | ---------- | ------- |
| Universidad Católica | 0 – 1     | Leones del Norte | Complejo La Armenia      | 2 de junio | 10:00   |
| El Nacional          | 0 – 3     | Barcelona        | Complejo Tumbaco         | 2 de junio | 12:00   |
| Quito                | 0 – 1     | Ñusta            | Complejo Ney Mancheno V. | 3 de junio | 11:30   |
| Libre: Ñañas         |           |                  |                          |            |         |

| Fecha 9                     | Fecha 9   | Fecha 9     | Fecha 9                           | Fecha 9     | Fecha 9 |
| Local                       | Resultado | Visitante   | Estadio                           | Fecha       | Hora    |
| --------------------------- | --------- | ----------- | --------------------------------- | ----------- | ------- |
| Barcelona                   | 12 – 0    | Quito       | Estadio Banco Pichincha           | 9 de junio  | 15:30   |
| Ñusta                       | 1 – 0     | Ñañas       | Estadio Alejandro Serrano Aguilar | 10 de junio | 11:00   |
| Leones del Norte            | 2 – 0     | El Nacional | Estadio Municipal Otavalo         | 10 de junio | 10:00   |
| Libre: Universidad Católica |           |             |                                   |             |         |

| Fecha 10     | Fecha 10  | Fecha 10             | Fecha 10                      | Fecha 10    | Fecha 10 |
| Local        | Resultado | Visitante            | Estadio                       | Fecha       | Hora     |
| ------------ | --------- | -------------------- | ----------------------------- | ----------- | -------- |
| Quito        | 1 – 2     | Leones del Norte     | Complejo Ney Mancheno Velasco | 17 de junio | 10:00    |
| Ñañas        | 1 – 0     | Barcelona            | Estadio Fedeligas             | 17 de junio | 11:00    |
| El Nacional  | 2 – 2     | Universidad Católica | Complejo Tumbaco              | 17 de junio | 12:00    |
| Libre: Ñusta |           |                      |                               |             |          |

| Fecha 11             | Fecha 11  | Fecha 11  | Fecha 11                     | Fecha 11    | Fecha 11 |
| Local                | Resultado | Visitante | Estadio                      | Fecha       | Hora     |
| -------------------- | --------- | --------- | ---------------------------- | ----------- | -------- |
| Universidad Católica | 4 – 2     | Quito     | Estadio General Rumiñahui    | 21 de junio | 10:00    |
| Leones del Norte     | 3 – 1     | Ñañas     | Estadio Olímpico Jaime Terán | 21 de junio | 15:00    |
| Barcelona            | 7 – 0     | Ñusta     | Estadio Banco Pichincha      | 21 de junio | 18:00    |
| Libre: El Nacional   |           |           |                              |             |          |

| Fecha 12         | Fecha 12  | Fecha 12             | Fecha 12                          | Fecha 12    | Fecha 12 |
| Local            | Resultado | Visitante            | Estadio                           | Fecha       | Hora     |
| ---------------- | --------- | -------------------- | --------------------------------- | ----------- | -------- |
| Ñañas            | 3 – 2     | Universidad Católica | Estadio Fedeligas                 | 25 de junio | 10:00    |
| Ñusta            | 1 – 2     | Leones del Norte     | Estadio Alejandro Serrano Aguilar | 25 de junio | 11:00    |
| Quito            | 0 – 0     | El Nacional          | Complejo Ney Mancheno V.          | 25 de junio | 14:00    |
| Libre: Barcelona |           |                      |                                   |             |          |

| Fecha 13             | Fecha 13  | Fecha 13  | Fecha 13                     | Fecha 13   | Fecha 13 |
| Local                | Resultado | Visitante | Estadio                      | Fecha      | Hora     |
| -------------------- | --------- | --------- | ---------------------------- | ---------- | -------- |
| Universidad Católica | 1 – 1     | Ñusta     | Estadio General Rumiñahui    | 1 de julio | 10:00    |
| El Nacional          | 1 – 1     | Ñañas     | Complejo Tumbaco             | 2 de julio | 10:00    |
| Leones del Norte     | 1 – 2     | Barcelona | Estadio Olímpico Jaime Terán | 2 de julio | 15:00    |
| Libre: Quito         |           |           |                              |            |          |

| Fecha 14                | Fecha 14  | Fecha 14             | Fecha 14                          | Fecha 14   | Fecha 14 |
| Local                   | Resultado | Visitante            | Estadio                           | Fecha      | Hora     |
| ----------------------- | --------- | -------------------- | --------------------------------- | ---------- | -------- |
| Ñañas                   | 0 – 1     | Quito                | Estadio Fedeligas                 | 8 de julio | 11:00    |
| Ñusta                   | 0 – 1     | El Nacional          | Estadio Alejandro Serrano Aguilar | 8 de julio | 11:00    |
| Barcelona               | 7 – 0     | Universidad Católica | Cancha alterna Agapito Chuchuca   | 8 de julio | 11:00    |
| Libre: Leones del Norte |           |                      |                                   |            |          |

### Grupo B

#### Clasificación
| Pos. | Equipo                  | Pts. | PJ | G  | E | P  | GF | GC | Dif. |  |
| ---- | ----------------------- | ---- | -- | -- | - | -- | -- | -- | ---- |  |
| 1    | Independiente del Valle | 34   | 12 | 11 | 1 | 0  | 54 | 7  | +47  |  |
| 2    | Liga de Quito           | 28   | 12 | 9  | 1 | 2  | 29 | 11 | +18  |  |
| 3    | Deportivo Ibarra        | 21   | 12 | 6  | 3 | 3  | 35 | 15 | +20  |  |
| 4    | Espuce                  | 19   | 12 | 6  | 1 | 5  | 30 | 20 | +10  |  |
| 5    | Macará                  | 11   | 12 | 3  | 2 | 7  | 23 | 22 | +1   |  |
| 6    | Carneras                | 7    | 12 | 2  | 1 | 9  | 8  | 38 | −30  |  |
| 7    | Patria                  | 1    | 12 | 0  | 1 | 11 | 6  | 72 | −66  |  |

 Fuente: FEF
Criterios de clasificación: 1) Puntos; 2) Diferencia de goles; 3) Goles marcados; 4) Goles de visitante; 5) Fair Play; 6) Sorteo Público
|  | Clasificados a la Segunda etapa. |

#### Resultados
| Fecha 1                        | Fecha 1   | Fecha 1       | Fecha 1             | Fecha 1     | Fecha 1 |
| Local                          | Resultado | Visitante     | Estadio             | Fecha       | Hora    |
| ------------------------------ | --------- | ------------- | ------------------- | ----------- | ------- |
| Patria                         | 1 – 3     | Espuce        | Samborondón Arena   | 22 de abril | 11:00   |
| Deportivo Ibarra               | 0 – 0     | Liga de Quito | Olímpico de Ibarra  | 22 de abril | 11:00   |
| Carneras                       | 1 – 0     | Macará        | Valeriano Gavinelli | 22 de abril | 19:00   |
| Libre: Independiente del Valle |           |               |                     |             |         |

| Fecha 2                 | Fecha 2   | Fecha 2          | Fecha 2                 | Fecha 2     | Fecha 2 |
| Local                   | Resultado | Visitante        | Estadio                 | Fecha       | Hora    |
| ----------------------- | --------- | ---------------- | ----------------------- | ----------- | ------- |
| Espuce                  | 1 – 3     | Deportivo Ibarra | Guayabamba              | 28 de abril | 16:00   |
| Macará                  | 6 – 0     | Patria           | Complejo La Providencia | 29 de abril | 10:00   |
| Independiente del Valle | 7 – 1     | Carneras         | Banco Guayaquil         | 29 de abril | 12:00   |
| Libre: Liga de Quito    |           |                  |                         |             |         |

| Fecha 3          | Fecha 3   | Fecha 3                 | Fecha 3             | Fecha 3   | Fecha 3 |
| Local            | Resultado | Visitante               | Estadio             | Fecha     | Hora    |
| ---------------- | --------- | ----------------------- | ------------------- | --------- | ------- |
| Patria           | 0 – 11    | Independiente del Valle | Samborondón Arena   | 6 de mayo | 11:00   |
| Liga de Quito    | 3 – 2     | Espuce                  | Rodrigo Paz Delgado | 6 de mayo | 14:00   |
| Deportivo Ibarra | 4 – 1     | Macará                  | Olímpico de Ibarra  | 6 de mayo | 15:00   |
| Libre: Carneras  |           |                         |                     |           |         |

| Fecha 4                 | Fecha 4   | Fecha 4          | Fecha 4                 | Fecha 4    | Fecha 4 |
| Local                   | Resultado | Visitante        | Estadio                 | Fecha      | Hora    |
| ----------------------- | --------- | ---------------- | ----------------------- | ---------- | ------- |
| Independiente del Valle | 3 – 1     | Deportivo Ibarra | Banco Guayaquil         | 12 de mayo | 12:00   |
| Macará                  | 1 – 2     | Liga de Quito    | Complejo La Providencia | 13 de mayo | 10:00   |
| Carneras                | 2 – 0     | Patria           | Valeriano Gavinelli     | 13 de mayo | 18:00   |
| Libre: Espuce           |           |                  |                         |            |         |

| Fecha 5          | Fecha 5   | Fecha 5                 | Fecha 5                     | Fecha 5    | Fecha 5 |
| Local            | Resultado | Visitante               | Estadio                     | Fecha      | Hora    |
| ---------------- | --------- | ----------------------- | --------------------------- | ---------- | ------- |
| Deportivo Ibarra | 3 – 2     | Carneras                | Estadio Olímpico de Ibarra  | 17 de mayo | 15:00   |
| Liga de Quito    | 0 – 3     | Independiente del Valle | Estadio Rodrigo Paz Delgado | 17 de mayo | 15:00   |
| Espuce           | 3 – 1     | Macará                  | L.P. de Nayón               | 17 de mayo | 15:00   |
| Libre: Patria    |           |                         |                             |            |         |

| Fecha 6                 | Fecha 6   | Fecha 6          | Fecha 6             | Fecha 6    | Fecha 6 |
| Local                   | Resultado | Visitante        | Estadio             | Fecha      | Hora    |
| ----------------------- | --------- | ---------------- | ------------------- | ---------- | ------- |
| Independiente del Valle | 3 – 0     | Espuce           | Banco Guayaquil     | 20 de mayo | 12:00   |
| Carneras                | 0 – 3     | Liga de Quito    | Valeriano Gavinelli | 21 de mayo | 17:30   |
| Patria                  | 0 – 8     | Deportivo Ibarra | Fausto Reyes Lozano | 21 de mayo | 11:00   |
| Libre: Macará           |           |                  |                     |            |         |

| Fecha 7                 | Fecha 7   | Fecha 7                 | Fecha 7                   | Fecha 7    | Fecha 7 |
| Local                   | Resultado | Visitante               | Estadio                   | Fecha      | Hora    |
| ----------------------- | --------- | ----------------------- | ------------------------- | ---------- | ------- |
| Liga de Quito           | 6 – 0     | Patria                  | Complejo LDU - Pomasqui   | 27 de mayo | 11:00   |
| Espuce                  | 4 – 0     | Carneras                | Estadio Francisco Reinoso | 27 de mayo | 10:00   |
| Macará                  | 2 – 2     | Independiente del Valle | Complejo de Macará        | 27 de mayo | 10:00   |
| Libre: Deportivo Ibarra |           |                         |                           |            |         |

| Fecha 8                        | Fecha 8   | Fecha 8          | Fecha 8                   | Fecha 8    | Fecha 8 |
| Local                          | Resultado | Visitante        | Estadio                   | Fecha      | Hora    |
| ------------------------------ | --------- | ---------------- | ------------------------- | ---------- | ------- |
| Macará                         | 5 – 0     | Carneras         | Complejo de Macará        | 3 de junio | 10:00   |
| Liga de Quito                  | 4 – 2     | Deportivo Ibarra | Estadio Rodrigo Paz D.    | 3 de junio | 11:00   |
| Espuce                         | 9 – 2     | Patria           | Estadio Francisco Reinoso | 4 de junio | 10:00   |
| Libre: Independiente del Valle |           |                  |                           |            |         |

| Fecha 9              | Fecha 9   | Fecha 9                 | Fecha 9                           | Fecha 9     | Fecha 9 |
| Local                | Resultado | Visitante               | Estadio                           | Fecha       | Hora    |
| -------------------- | --------- | ----------------------- | --------------------------------- | ----------- | ------- |
| Patria               | 0 – 5     | Macará                  | Estadio Fausto Reyes Lozano       | 10 de junio | 11:00   |
| Deportivo Ibarra     | 0 – 0     | Espuce                  | Estadio Olímpico Ciudad de Ibarra | 11 de junio | 11:00   |
| Carneras             | 0 – 5     | Independiente del Valle | Estadio Valeriano Gavinelli       | 11 de junio | 17:00   |
| Libre: Liga de Quito |           |                         |                                   |             |         |

| Fecha 10                | Fecha 10  | Fecha 10         | Fecha 10                  | Fecha 10    | Fecha 10 |
| Local                   | Resultado | Visitante        | Estadio                   | Fecha       | Hora     |
| ----------------------- | --------- | ---------------- | ------------------------- | ----------- | -------- |
| Macará                  | 1 – 1     | Deportivo Ibarra | Complejo de Macará        | 16 de junio | 10:00    |
| Independiente del Valle | 9 – 0     | Patria           | Estadio Banco Guayaquil   | 17 de junio | 12:00    |
| Espuce                  | 0 – 2     | Liga de Quito    | Estadio Francisco Reinoso | 17 de junio | 15:00    |
| Libre: Carneras         |           |                  |                           |             |          |

| Fecha 11         | Fecha 11  | Fecha 11                | Fecha 11                    | Fecha 11    | Fecha 11 |
| Local            | Resultado | Visitante               | Estadio                     | Fecha       | Hora     |
| ---------------- | --------- | ----------------------- | --------------------------- | ----------- | -------- |
| Patria           | 1 – 1     | Carneras                | Estadio Fausto Reyes Lozano | 21 de junio | 11:00    |
| Liga de Quito    | 2 – 0     | Macará                  | Estadio Rodrigo Paz Delgado | 21 de junio | 14:00    |
| Deportivo Ibarra | 1 – 2     | Independiente del Valle | Estadio Liga Caranqui       | 21 de junio | 15:00    |
| Libre: Espuce    |           |                         |                             |             |          |

| Fecha 12                | Fecha 12  | Fecha 12         | Fecha 12                    | Fecha 12    | Fecha 12 |
| Local                   | Resultado | Visitante        | Estadio                     | Fecha       | Hora     |
| ----------------------- | --------- | ---------------- | --------------------------- | ----------- | -------- |
| Macará                  | 1 – 3     | Espuce           | Complejo de Macará          | 25 de junio | 10:00    |
| Independiente del Valle | 1 – 0     | Liga de Quito    | Estadio Banco Guayaquil     | 25 de junio | 11:00    |
| Carneras                | 0 – 2     | Deportivo Ibarra | Estadio Valeriano Gavinelli | 25 de junio | 17:00    |
| Libre: Patria           |           |                  |                             |             |          |

| Fecha 13         | Fecha 13  | Fecha 13                | Fecha 13                    | Fecha 13    | Fecha 13 |
| Local            | Resultado | Visitante               | Estadio                     | Fecha       | Hora     |
| ---------------- | --------- | ----------------------- | --------------------------- | ----------- | -------- |
| Espuce           | 2 – 4     | Independiente del Valle | Estadio Francisco Reinoso   | 30 de junio | 15:00    |
| Liga de Quito    | 5 – 1     | Carneras                | Estadio Rodrigo Paz Delgado | 1 de julio  | 11:00    |
| Deportivo Ibarra | 10 – 1    | Patria                  | Estadio Liga Caranqui       | 1 de julio  | 11:00    |
| Libre: Macará    |           |                         |                             |             |          |

| Fecha 14                | Fecha 14  | Fecha 14      | Fecha 14                    | Fecha 14   | Fecha 14 |
| Local                   | Resultado | Visitante     | Estadio                     | Fecha      | Hora     |
| ----------------------- | --------- | ------------- | --------------------------- | ---------- | -------- |
| Patria                  | 1 – 2     | Liga de Quito | Estadio Fausto Reyes Lozano | 8 de julio | 11:00    |
| Carneras                | 0 – 3     | Espuce        | Estadio Valeriano Gavinelli | 8 de julio | 11:00    |
| Independiente del Valle | 4 – 0     | Macará        | Complejo IDV - Cancha #1    | 8 de julio | 11:00    |
| Libre: Deportivo Ibarra |           |               |                             |            |          |

### Clasificación acumulada
| Pos. | Equipo                  | Pts. | PJ | G  | E | P  | GF | GC | Dif. |  |
| ---- | ----------------------- | ---- | -- | -- | - | -- | -- | -- | ---- |  |
| 1    | Independiente del Valle | 34   | 12 | 11 | 1 | 0  | 54 | 7  | +47  |  |
| 2    | Barcelona               | 29   | 12 | 9  | 2 | 1  | 45 | 5  | +40  |  |
| 3    | Liga de Quito           | 28   | 12 | 9  | 1 | 2  | 29 | 11 | +18  |  |
| 4    | Leones del Norte        | 27   | 12 | 9  | 0 | 3  | 19 | 12 | +7   |  |
| 5    | Deportivo Ibarra        | 21   | 12 | 6  | 3 | 3  | 35 | 15 | +20  |  |
| 6    | Espuce                  | 19   | 12 | 6  | 1 | 5  | 30 | 20 | +10  |  |
| 7    | Universidad Católica    | 16   | 12 | 4  | 4 | 4  | 17 | 21 | −4   |  |
| 8    | Ñañas                   | 14   | 12 | 4  | 2 | 6  | 12 | 15 | −3   |  |
| 9    | El Nacional             | 13   | 12 | 3  | 4 | 5  | 8  | 15 | −7   |  |
| 10   | Macará                  | 11   | 12 | 3  | 2 | 7  | 23 | 22 | +1   |  |
| 11   | Ñusta                   | 10   | 12 | 3  | 1 | 8  | 6  | 22 | −16  |  |
| 12   | Quito                   | 9    | 12 | 2  | 3 | 7  | 10 | 27 | −17  |  |
| 13   | Carneras (D)            | 7    | 12 | 2  | 1 | 9  | 8  | 38 | −30  |  |
| 14   | Patria (D)              | 1    | 12 | 0  | 1 | 11 | 6  | 72 | −66  |  |

 Fuente: FEF
Criterios de clasificación: 1) Puntos; 2) Diferencia de goles; 3) Goles marcados; 4) Goles de visitante; 5) Fair Play; 6) Sorteo Público
|  | Descendidos a la Ascenso de Fútbol Femenino Profesional de Ecuador de 2024. |

## Segunda etapa

### Cuadrangulares semifinales

#### Grupo A
| Pos. | Equipo           | Pts. | PJ | G | E | P | GF | GC | Dif. |  |     | BSC | LDU | DIB | ÑAÑ |
| ---- | ---------------- | ---- | -- | - | - | - | -- | -- | ---- |  | --- | --- | --- | --- | --- |
| 1    | Barcelona        | 15   | 6  | 5 | 0 | 1 | 15 | 4  | +11  |  |     | —   | 4–0 | 2–0 | 5–2 |
| 2    | Liga de Quito    | 10   | 6  | 3 | 1 | 2 | 14 | 12 | +2   |  |     | 2–1 | —   | 4–1 | 2–3 |
| 3    | Deportivo Ibarra | 5    | 6  | 1 | 2 | 3 | 7  | 13 | −6   |  | 0–2 | 1–1 | —   | 3–3 |     |
| 4    | Ñañas            | 4    | 6  | 1 | 1 | 4 | 11 | 18 | −7   |  | 0–1 | 2–5 | 1–2 | —   |     |

 Fuente: FEF
|  | Clasificado a la Final. |

| Resultados | Resultados       | Resultados | Resultados       | Resultados                | Resultados   | Resultados |
| Jornada    | Local            | Resultado  | Visitante        | Estadio                   | Fecha        | Hora       |
| ---------- | ---------------- | ---------- | ---------------- | ------------------------- | ------------ | ---------- |
| Fecha 1    | Deportivo Ibarra | 1 – 1      | Liga de Quito    | Olímpico Ciudad de Ibarra | 22 de julio  | 10:00      |
| Fecha 1    | Ñañas            | 0 – 1      | Barcelona        | Estadio Fedeligas         | 22 de julio  | 15:30      |
| Fecha 2    | Liga de Quito    | 2 – 3      | Ñañas            | Rodrigo Paz Delgado       | 29 de julio  | 11:00      |
| Fecha 2    | Barcelona        | 2 – 0      | Deportivo Ibarra | Estadio Banco Pichincha   | 29 de julio  | 15:30      |
| Fecha 3    | Liga de Quito    | 2 – 1      | Barcelona        | Rodrigo Paz Delgado       | 5 de agosto  | 11:00      |
| Fecha 3    | Ñañas            | 1 – 2      | Deportivo Ibarra | General Rumiñahui         | 6 de agosto  | 11:00      |
| Fecha 4    | Deportivo Ibarra | 3 – 3      | Ñañas            | Olímpico Ciudad de Ibarra | 12 de agosto | 12:00      |
| Fecha 4    | Barcelona        | 4 – 0      | Liga de Quito    | Estadio Banco Pichincha   | 12 de agosto | 15:30      |
| Fecha 5    | Deportivo Ibarra | 0 – 2      | Barcelona        | Olímpico de Ibarra        | 23 de agosto | 15:00      |
| Fecha 5    | Ñañas            | 2 – 5      | Liga de Quito    | General Rumiñahui         | 23 de agosto | 15:30      |
| Fecha 6    | Liga de Quito    | 4 – 1      | Deportivo Ibarra | Rodrigo Paz Delgado       | 26 de agosto | 11ː00      |
| Fecha 6    | Barcelona        | 5 – 2      | Ñañas            | Banco Pichincha           | 26 de agosto | 16ː00      |

#### Grupo B
| Pos. | Equipo                  | Pts. | PJ | G | E | P | GF | GC | Dif. |  |     | IDV | ESP | LEO | UCT |
| ---- | ----------------------- | ---- | -- | - | - | - | -- | -- | ---- |  | --- | --- | --- | --- | --- |
| 1    | Independiente del Valle | 18   | 6  | 6 | 0 | 0 | 16 | 1  | +15  |  |     | —   | 2–0 | 2–1 | 3–0 |
| 2    | Espuce                  | 7    | 6  | 2 | 1 | 3 | 9  | 11 | −2   |  |     | 0–2 | —   | 3–1 | 3–1 |
| 3    | Leones del Norte        | 5    | 6  | 1 | 2 | 3 | 7  | 13 | −6   |  | 0–4 | 1–1 | —   | 2–2 |     |
| 4    | Universidad Católica    | 4    | 6  | 1 | 1 | 4 | 8  | 15 | −7   |  | 0–3 | 4–2 | 1–2 | —   |     |

 Fuente: FEF
|  | Clasificado a la Final. |

| Resultados | Resultados              | Resultados | Resultados              | Resultados                 | Resultados   | Resultados |
| Jornada    | Local                   | Resultado  | Visitante               | Estadio                    | Fecha        | Hora       |
| ---------- | ----------------------- | ---------- | ----------------------- | -------------------------- | ------------ | ---------- |
| Fecha 1    | Espuce                  | 0 – 2      | Independiente del Valle | Estadio Guillermo Albornoz | 22 de julio  | 14:00      |
| Fecha 1    | Universidad Católica    | 1 – 2      | Leones del Norte        | General Rumiñahui          | 23 de julio  | 11:00      |
| Fecha 2    | Independiente del Valle | 3 – 0      | Universidad Católica    | Estadio Banco Guayaquil    | 29 de julio  | 16:00      |
| Fecha 2    | Leones del Norte        | 1 – 1      | Espuce                  | Olímpico Ciudad de Ibarra  | 30 de julio  | 11:00      |
| Fecha 3    | Espuce                  | 3 – 1      | Universidad Católica    | Estadio Guillermo Albornoz | 5 de agosto  | 14:00      |
| Fecha 3    | Leones del Norte        | 0 – 4      | Independiente del Valle | Olímpico Ciudad de Ibarra  | 6 de agosto  | 11:00      |
| Fecha 4    | Universidad Católica    | 4 – 2      | Espuce                  | General Rumiñahui          | 13 de agosto | 11:00      |
| Fecha 4    | Independiente del Valle | 2 – 1      | Leones del Norte        | Banco Guayaquil            | 13 de agosto | 15:45      |
| Fecha 5    | Universidad Católica    | 0 – 3      | Independiente del Valle | General Rumiñahui          | 23 de agosto | 11:00      |
| Fecha 5    | Espuce                  | 3 – 1      | Leones del Norte        | Estadio Guillermo Albornoz | 23 de agosto | 14:30      |
| Fecha 6    | Independiente del Valle | 2 – 0      | Espuce                  | Banco Guayaquil            | 26 de agosto | 15ː30      |
| Fecha 6    | Leones del Norte        | 2 – 2      | Universidad Católica    | Ciudad de Ibarra           | 27 de agosto | 11ː00      |

## Final
| Ida; 2 de septiembre | Barcelona | 0 – 0   | Independiente del Valle | Estadio Monumental Banco Pichincha, Guayaquil |                               |
| 11:00                |           | Reporte |                         | Árbitro(s): Marcelly Zambrano                 | Árbitro(s): Marcelly Zambrano |

| Vuelta; 10 de septiembre                                                                                         | Independiente del Valle | 0 – 3 (Global 0 – 3) | Barcelona                       | Estadio Banco Guayaquil, Quito |                                |
| 11:00 |                         | Reporte              | Riera 37', 83' · Espinoza 90+5' | Árbitro(s): Verónica Guazhambo | Árbitro(s): Verónica Guazhambo |
| Primera final que Barcelona remonta un marcador adverso en la ida, en esta ocasión jugando la revancha en Quito. |                         |                      |                                 |                                |                                |

|                               |
| Bandera de Guayas             |
| Campeón Barcelona 1.er título |

## Goleadoras
- Actualizado el 10 de septiembre de 2023.

| Pos. | Jugador            | Equipo                  | Goles | Partidos | Promedio | Penalti |
| ---- | ------------------ | ----------------------- | ----- | -------- | -------- | ------- |
| 1    | Madelin Riera      | Barcelona               | 27    | 20       | 1.4      | 3       |
| 2    | Karen Páez         | Independiente del Valle | 25    | 20       | 1.3      | 1       |
| 3    | Kerlly Corozo      | Independiente del Valle | 10    | 14       | 0.6      | 1       |
| 4    | Milagro Barahona   | Deportivo Ibarra        | 10    | 14       | 0.6      | 0       |
| 5    | Dubraska Rivera    | Espuce                  | 8     | 14       | 0.5      | 0       |
| 8    | Hillaris Villasana | Independiente del Valle | 2     | 2        | 1        | 0       |
| 9    | Emily Arias        | Independiente del Valle | 2     | 2        | 1        | 0       |
| 6    | Inés Jhonson       | Barcelona               | 1     | 3        | 0.3      | 0       |
| 7    | Dayana Arroyo      | Patria                  | 1     | 3        | 0.3      | 0       |
| 10   | Ana María Ramírez  | Universidad Católica    | 1     | 2        | 0.5      | 0       |

### Tripletes, pokers o más
- Actualizado el 21 de abril de 2023.

| Fecha | Jugador | Goles | Local | Resultado | Visitante |
| ----- | ------- | ----- | ----- | --------- | --------- |

### Autogoles
- Actualizado el 6 de mayo de 2023.

| Fecha    | Jugador       | Goles | Local            | Resultado | Visitante |
| -------- | ------------- | ----- | ---------------- | --------- | --------- |
| 6/5/2023 | Emily Granada | 61'   | Leones del Norte | 2 -1      | Quito     |